# O Holy Night
Az O Holy Night (franciául Cantique de Noël) egy karácsonyi dal, melynek zenéjét Adolphe Adam szerezte 1847-ben a Minuit, chrétiens című francia vers megzenésítéseként. A verset Placide Cappeau (1808–1877) írta egy pap kérésére.
Angol szövegét John Sullivan Dwight unitárius lelkész, a Dwight’s Journal of Music szerkesztője írta Cappeau francia szövege alapján 1855-ben. A dal franciául és angolul is Jézus születéséről és a megváltásról szól. A dalt számos híres énekes feldolgozta.

## Híres feldolgozások
1906. december 24-én Reginald Fessenden kanadai feltaláló elindította az első AM rádióadást. Először az Ombra mai fu fonográffelvételét játszotta le, majd ő maga előadta hegedűn az O Holy Nightot, és az utolsó versszakot el is énekelte. Így ez lett a második dal a világon, amit rádióban játszottak le.
A Billboard Hot Country Songs slágerlistáján három különböző countryénekes is helyezést ért el a dallal: Martina McBride, John Berry és Josh Gracin. McBride változata ötször is felkerült a listára, 1997-ben a 74., 1998-ban a 67., 1999-ben a 49., 2000-ben az 57. és 2001-ben a 41. helyet érte el. Berry változata az 55. helyet érte el 1996-ban és a 63. helyet 1998-ban. Gracin 2006-ban az 59. helyet érte el a dallal.
Luciano Pavarotti verziója volt az énekes első platinalemeze 1984-ben. Mariah Carey felénekelte a dalt 1994-ben megjelent Merry Christmas albumán, koncertfelvétele pedig 2010-ben megjelent második karácsonyi albumán, a Merry Christmas II You-n.
David Foster a dal számos feldolgozásának producere volt, köztük Michael Crawfordénak, aki 1993-ban a The David Foster Christmas Album című tévéműsorban adta elő a dalt; ez a változat felkerült Foster albumára, ami abban az évben a 48. helyet érte el a Billboard 200 albumslágerlistán, és Crawford A Christmas Album című albumára is, ami a 98. lett ugyanezen a listán 1999-ben. Ugyanez a változat került fel a Trans-Siberian Orchestra The Ghosts of Christmas Eve című DVD-jére. Foster volt a producere Céline Dion feldolgozásának is, melyet 2004-ben egy szavazáson a legjobb feldolgozásnak szavaztak meg. Ez felkerült Dion These Are Special Times című sikeres albumára. Szintén Foster a producere Michelle Williams verziójának a Destiny’s Child 2001-ben megjelent 8 Days of Christmas albumán; Josh Groban feldolgozásának, ami 2002-ben listavezető lett a Billboard Adult Contemporary slágerlistán, Andrea Bocelli feldolgozásának, ami 2009-ben jelent meg az énekes My Christmas című albumán;, Jackie Evancho változatának, ami 2010-ben az O Holy Night című középlemezen jelent meg; és Javier Fontana argentin tenor feldolgozásának, ami 2011-ben jelent meg Appassionato című albumán.
2010 decemberében a Röyksopp norvég együttes instrumentális elektronikus változatban dolgozta fel és letölthetővé tette weboldaláról. Az ő feldolgozásuk a francia Le Cantique de Noël címet viseli.

### Mariah Carey kislemeze
Az O Holy Night Mariah Carey amerikai énekesnő által felénekelt változata az énekesnő Merry Christmas című karácsonyi albumán szerepel, mely 1994-ben jelent meg. A dalt először csak promóciós kislemezen adták ki, 1996-ban, 2000-ben azonban egy koncertfelvétel-változata megjelent az All I Want for Christmas Is You kislemez japán új kiadásán, és videóklip is készült hozzá, amit a kanadai Much Music tévécsatornán mutattak be először. A klipben Carey hosszú bársonyruhában énekel egy gyertyafény megvilágította templomban, és egy kórus kíséri.
A dal felkerült az énekesnő 2010-ben megjelent, Merry Christmas II You című albumára is, koncertfelvételként, O Holy Night (Live from WPC in South Central Los Angeles) címmel.
Számlista
1. O Holy Night
2. Jesus Oh What a Wonderful Child